# Vilhelm Ekensteen
Vilhelm Ekensteen, folkbokförd som Vilhelm Filip Per Fredrik von Ekensteen, född 2 november 1941 i Lund, död där den 22 september 2021, var en svensk aktivist och författare.

## Bakgrund
Ekensteen var son till Maja och Filip von Ekensteen.[källa behövs] samt var nummer två i en syskonskara av tre. I 25-årsåldern blev Ekensteen en radikal vänsteranhängare och lade bort det adliga prefixet von i efternamnet.[källa behövs] Han var från början av 1980-talet sambo med barnpsykologen Gerd Peterson till hennes död 2001. De fick en dotter, född 1991.

## Funktionshinderpolitiskt engagemang
Redan i unga år var Ekensteen både rörelsehindrad och synskadad. Hans reflexioner kring framtida förutsättningar för personer med funktionsnedsättningar resulterade i boken På Folkhemmets bakgård som gavs ut 1968. Han menade att 50- och 60-talens svenska samhällsförbättringar inte kom alla medborgare till del och att personer med funktionsnedsättningar inte uppfattades som fullvärdiga människor. Han lanserade i boken det relativa handikappbegreppet, där handikapp inte är en individuell egenskap utan en egenskap i samhället som utgör hinder. Fokus lyftes därmed från individen mot samhället. Den tankesynen blev grunden till att Ekensteen, Per Wickenberg och Mai Almén bildande aktionsgruppen Antihandikapp 1969. Både boken och gruppen väckte stor uppmärksamhet genom ett revolutionärt synsätt och genom att frågorna politiserades. De flyttades från att vara vårdfrågor till att bli samhällsfrågor.  
Ekensteen skrev tillsammans med Gerd Andén på FUB och P-O Bengtsson på NHR texten Assistansprojektets idémässiga grundval, som i en särskild utgåva 1991 prövades av assistansprojektet i Lund. Projektet finansierades av Allmänna arvsfonden och Lunds kommun och nämns i grundpropositionen för LSS som en av förebilderna för assistansreformen. I samband med att lagen om stöd och service till vissa funktionshindrade (LSS) trädde i kraft 1994 initierade Ekensteen Intressegruppen för Assistansberättigade, IfA. Syfte var att i en organisation ge assistansberättigade en egen röst. Han var dess ordförande i 26 år, från starten till april 2020. I den rollen blev han expert i flera viktiga utredningar inom assistansen och en politisk röst i debatterna om assistansen. Han medverkade även till en av de få förbättringar som skett inom reformen, att personer över 65 år fick behålla assistansen. Ekensteen var även i övrigt mycket aktiv i olika organisationer. Han var 1984–2001 vice ordförande i DHR, De handikappades riksförbund, och var sedan 2001 styrelseledamot i FöR, Förbundet för delaktighet och jämlikhet. Han var även verksam i Synskadades riksförbund.
Politiskt var Ekensteen aktiv socialdemokrat i socialnämnden i Lund 1979–2001 och i Lunds kommunfullmäktige 1982–1994. Under många år ingick han i Lunds Kommunala Handikappråd och representerade senare Funktionsrätt Sverige.
2015 utnämndes Ekensteen till filosofie hedersdoktor vid samhällsvetenskapliga fakulteten vid Lunds universitet.